# Katalog Tycho-2
Tycho-2 je hvězdný katalog obsahující více než 2,5 milionu nejjasnějších hvězd. Jde o pokračování katalogu Tycho.

## Katalog
Astrometrický katalog obsahuje pozice, vlastní pohyby a dvoubarevná fotometrická data pro 2 539 913 nejjasnějších hvězd v Mléčné dráze. Jsou zahrnuty i složky dvojhvězd s rozestupem minimálně 0,8 arcsekundy. Katalog je z 99 % kompletní pro hvězdy do magnitudy V ~11,0 a z 90 % do V ~11,5.
Pozice a magnitudy hvězd v katalogu Tycho-2 vycházejí z pozorování provedených "hvězdným mapovačem" satelitu Hipparcos, provozovaného Evropskou kosmickou agenturou (ESA). Tato data byla také použita v katalogu Tycho (ESA SP-1200, 1997). Nicméně Tycho-2 je mnohem rozsáhlejší a přesnější díky pokročilejší metodě redukce dat.
Námořní observatoř Spojených států amerických (USNO) nejprve vytvořila ACT Reference Catalog (Astrographic Catalogue / Tycho), který kombinoval Astrographic Catalogue (AC 2000) s katalogem Tycho. Díky dlouhému časovému rozpětí mezi těmito katalogy se přesnost vlastních pohybů zlepšila o řád. Tycho-2 nyní ACT nahrazuje.
Přesnost vlastních pohybů je přibližně 2,5 milisekundy za rok a byla odvozena porovnáním s Astrographic Catalogue (AC 2000) a dalšími 143 pozemními astrometrickými katalogy, vše redukováno do souřadnicového systému Hipparcos. Pro přibližně 100 000 hvězd nebylo možné vlastní pohyb odvodit. Pro hvězdy jasnější než Vt = 9 je astrometrická chyba 7 milisekund. Celková chyba pro všechny hvězdy je přibližně 60 milisekund. Pozorování probíhala mezi roky 1989.85 až 1993.21, hlavní epocha je 1991.5.
Fotometrická přesnost je 0,013 magnitudy pro hvězdy jasnější než Vt = 9; pro všechny hvězdy je to 0,10 magnitudy.

## Přístup do katalogu
Pro rychlý přístup ke hvězdám katalog očísloval každou hvězdu pomocí čísla regionu (Guide Star region, 0001–9537) a pětimístného čísla hvězdy v regionu. Tato čísla jsou oddělena desetinnou tečkou. Program sty2 zobrazuje hvězdy v katalogu Tycho-2 podle čísla nebo regionu. Program imty2 umožňuje zobrazit hvězdy katalogu Tycho-2 v obrázcích ve formátu IRAF nebo FITS podle světového souřadnicového systému v záhlaví obrázku.
Perl skript pro extrakci dat z katalogu je dostupný na archive.eso.org. Software WCSTools používá soubory catalog.dat a index.dat.